# Green Eyes
Pour plus de détails, voir Fiche technique et Distribution.
Green Eyes est un film américain réalisé par Richard Thorpe, sorti en 1934.

## Synopsis
Lorsque les invités se démasquent lors d'un bal costumé organisé par le millionnaire Stephen Kester, celui-ci est retrouvé mort. Un des invités, l'auteur d'histoires policières Michael Tracy, va aider la police à trouver le coupable...

## Fiche technique
- Titre original : Green Eyes
- Réalisation : Richard Thorpe
- Scénario : Andrew Moses, d'après le roman The Murder of Steven Kester de Harriette Ashbrook
- Direction artistique : Edward C. Jewell
- Photographie : M.A. Anderson
- Son : Pete Clark
- Production : George R. Batcheller
- Société de production : Chesterfield Motion Pictures Corporation
- Société de distribution : Chesterfield Motion Pictures Corporation
- Pays de production :  États-Unis
- Langue originale : anglais
- Format : noir et blanc — 35 mm — 1,37:1 — son Mono (RCA Victor High Fidelity Sound System)
- Genre : Film policier
- Durée : 68 minutes
- Date de sortie :
  - États-Unis : 15 juin 1935
- Licence : Domaine public

## Distribution
- Shirley Grey : Jean Kester
- Charles Starrett : Michael Tracy
- Claude Gillingwater : Steven Kester
- John Wray : l'inspecteur Crofton
- William Bakewell : Cliff Miller
- Dorothy Revier : Mme Pritchard
- Stephen Chase : M. Pritchard
- Ben Hendricks Jr. : Regan, un policier
- Arthur Clayton : Roger Hall
- Aggie Herring : Dora, la gouvernante de Kester
- Elmer Ballard : Lenox, le maître d'hôtel de Kester
- Edward Keane (en) : Raynor
- Frank Hagney (non crédité) : Policier à moto